# Coupe de la Ligue d'Irlande de football 2019
Navigation
Édition précédente Édition suivante
La 46e coupe de la Ligue d'Irlande de football, connue aussi de par son contrat de sponsoring sous le nom d’EA Sports Cup se tient entre le 4 mars 2019 et le mois de 14 septembre 2019. Le Derry City FC remet en jeu son titre obtenu en 2018. 

## Organisation
La compétition  change de format cette année pour laisser les stades disponibles en juin pour faciliter l'organisation du Championnat d'Europe de football des moins de 17 ans.
Un tour préliminaire oppose deux équipes amateures. La vainqueur rejoint le premier tour où entrent en jeu les équipes de la Frist Division. Les équipes de la Premier Division intègrent la compétition lors du deuxième tour.
Trois équipes amateures sont invitées à participer à la compétition : Cockhill Celtic champions 2018 de l'Ulster Senior League, Midleton FC de la Munster Senior League et Bluebell United de la Leinster Senior League .

## Compétition

### Tour préliminaire
Le tirage au sort désigne Midleton FC et Bluebell United pour ce tour préliminaire. Bluebell United l'emporte 1-0 à Midleton le 16 février 2019.
| Club recevant | Score | Club visiteur   | Lieu de la rencontre | Date       |
| ------------- | ----- | --------------- | -------------------- | ---------- |
| Midleton FC   | 0-1   | Bluebell United | Knockgriffin Park    | 16 février |

### Premier tour
| Club recevant    | Score     | Club visiteur   | Lieu de la rencontre | Date    |
| ---------------- | --------- | --------------- | -------------------- | ------- |
| Bray Wanderers   | 3-2       | Wexford FC      | Carlisle Grounds     | 4 mars  |
| Athlone Town     | 1-2 a. p. | Galway United   | Athlone Town Stadium | 4 mars  |
| Shelbourne FC    | 1-0       | Bluebell United | Tolka Park           | 4 mars  |
| Drogheda United  | 0-1       | Cabinteely      | United Park          | 4 mars  |
| Cobh Ramblers FC | 3-1       | Limerick FC     |                      | 18 mars |
| Longford Town    | 1-0       | Cockhill Celtic |                      | 5 mars  |

### Deuxième tour
Le deuxième tour marque l'entrée en lice des dix clubs de la Premier Division. Le tirage au sort a lieu le 12 mars 2019 et les matchs sont programmés pour les 1er et 2 avril.
| Club recevant             | Score           | Club visiteur    | Lieu de la rencontre   | Date      |
| ------------------------- | --------------- | ---------------- | ---------------------- | --------- |
| Bohemian FC               | 2-1             | Cabinteely FC    | Dalymount Park         | 1er avril |
| Bray Wanderers            | 0-0 t. a. b.4-2 | Shamrock Rovers  | Carlisle Grounds       | 1er avril |
| Cork City FC              | 4-1             | Cobh Ramblers FC | Turner's Cross         | 1er avril |
| Derry City FC             | 3-0             | Longford Town    | Brandywell Stadium     | 2 avril   |
| Finn Harps                | 2-1 a. p.       | Sligo Rovers     | Finn Park              | 1er avril |
| Shelbourne FC             | 1-2             | UCD              | Tolka Park             | 2 avril   |
| St. Patrick's Athletic FC | 1-2             | Dundalk FC       | Richmond Park          | 1er avril |
| Waterford FC              | 2-1             | Galway United    | Regional Sports Centre | 1er avril |

## Quarts de finale
| Quart de finale 1 | Bray Wanderers | 0–1   | Waterford FC    | Carlisle Grounds          |                           |
| 27 mai 2019 19:45 |                | (0–1) | Scott Twine 15e | Arbitrage : Robert Harvey | Arbitrage : Robert Harvey |

| Quart de finale 2 | Bohemian FC                            | 2–0   | Cork City FC | Dalymount Park              |                             |
| 27 mai 2019 19:45 | Ross Tierney 33e · Daniel Mandroiu 82e | (1–0) |              | Arbitrage : Robert Hennessy | Arbitrage : Robert Hennessy |

| Quart de finale 3 | Dundalk FC                                                 | 3–1   | UCD              | Oriel Park              |                         |
| 27 mai 2019 19:55 | Brian Gartland 7e · John Mountney 18e · George Kelly 90+1e | (2–0) | Yousef Mahdy 79e | Arbitrage : David Dunne | Arbitrage : David Dunne |

| Quart de finale 4 | Derry City FC           | 2–1 a. p.       | Finn Harps       | Brandywell Stadium          |                             |
| 27 mai 2019 19:45 | David Parkhouse 83e 94e | (0–0, 1–1, 2–1) | Nathan Boyle 55e | Arbitrage : John McLoughlin | Arbitrage : John McLoughlin |

## Demi-finales
À cause de la participation de Dundalk à la Ligue Europa sa demi-finale est reportée. Elle se joue le lundi 19 août.
Le match entre Dundalk et les Bohemians est reporté car Dundalk dispute la Ligue Europa.
| Demi-finale 1      | Dundalk FC                                                            | 6-1   | Bohemian FC      | Oriel Park                                      |                                                 |
| 19 août 2019 19:45 | Patrick Hoban 4e 9e 14e 51e · Patrick McEleney 43e · Daniel Kelly 71e | (4-0) | Ross Tierney 63e | Spectateurs : 1 500 Arbitrage : Paul McLoughlin | Spectateurs : 1 500 Arbitrage : Paul McLoughlin |

| Demi-finale 2     | Derry City FC                    | 4-2 a. p.       | Waterford FC            | Brandywell Stadium        |                           |
| 5 août 2019 19:00 | David Parkhouse 45e 70e 96e 108e | (1-1, 2-2, 3-2) | Walter Figueira 24e 84e | Arbitrage : Robert Rogers | Arbitrage : Robert Rogers |

## Finale
| Finale            | Derry City FC | 2-2             | Dundalk FC | Brandywell Stadium                              |                                                 |
| 14 septembre 2019 | David Parkhouse 3e · Junior Ogedi-Uzokwe 51e | (1-1, 2-2, 2-2) | Michael Duffy 38e · Seán Gannon 69e | Spectateurs : 3 000 Arbitrage : Robert Hennessy | Spectateurs : 3 000 Arbitrage : Robert Hennessy |
| 14 septembre 2019 | Tirs au but 5-6 |                 | | Spectateurs : 3 000 Arbitrage : Robert Hennessy | Spectateurs : 3 000 Arbitrage : Robert Hennessy |
| 14 septembre 2019 | Peter Cherrie, Ciaran Coll, Ally Gilchrist, Eoin Toal, Gerardo Bruna, Grant Gillespie, Ciaron Harkin, Jamie McDonagh, Barry McNamee, Junior Ogedi-Uzokwe, David Parkhouse | Équipes         | Aaron McCarey, Daniel Cleary, Seán Gannon, Seán Hoare, Dane Massey, Michael Duffy, Daniel Kelly, Patrick McEleney, Jamie McGrath, Chris Shields, Patrick Hoban | Spectateurs : 3 000 Arbitrage : Robert Hennessy | Spectateurs : 3 000 Arbitrage : Robert Hennessy |